# 간에쓰 자동차도
간에쓰 자동차도(일본어: 関越自動車道)는 일본 도쿄도 네리마구의 네리마 나들목으로부터, 사이타마현, 군마현을 경유해서 니가타현 나가오카시의 나가오카 분기점에 이르는 일본의 고속도로이다. 고속도로 넘버링에 의한 노선 번호는 「E17」번을 부여받았다.

## 개요
국도 제17호선 및 조에쓰 신칸센과 대부분 병행하고 있다.
미쿠니 산맥을 통과해서 도쿄와 니가타를 연결하는 고속도로이며, 조에쓰 신칸센과 함께 수도권과 일본 안쪽을 연결하는 고속교통망으로서 중요한 기능을 가진다. 또한, 나가오카 분기점부터 조신에쓰 자동차도가 분기하고 있어, 수도권과 나가노 현 호쿠신 지방 · 도신 지방을 연결하는 고속 교통망의 일부이기도 하다.
일본 유수의 폭설 지대를 통과하고 있어, 조에쓰 지방 연선에는 많은 스키장이 존재해, 수도권과 이 지역의 스키장을 연결하는 고속도로이다. 이 때문에, 동계에 통행이 어려워진 병행하는 일반 도로 구제를 위해서 추가 설치된 나들목이 많다. 또한, 수도권의 방사 방향의 고속 자동차 국도 중에서는 유일하며, 수도고속도로와는 직접 접속하지 않기 때문에, 요 몇년 도쿄 가이칸 자동차도등과 접속되기까지는, 특히 동계의 네리마 나들목에 걸쳐서 큰 교통 정체가 만성화되고 있다.
미즈카미 나들목 - 유자와 나들목 간에는, 도로 터널로서는 일본 내 두번째로 긴 터널인 간에쓰 터널이 있다.

## 경유하는 지자체
- 도쿄도
  - 네리마구

- 사이타마현
  - 니자시

- 도쿄도
  - 기요세시

- 사이타마현
  - 도코로자와시 - 이루마군 미요시정 - 후지미노시 - 가와고에시 - 쓰루가시마시 - 사카도시 - 히가시마쓰야마시 - 히키군 (나메가와정 - 란잔정 - 나메가와 정 - 란잔 정 - 오가와정) - 오사토군 요리이정 - 후카야시 - 고다마군 미사토 정 - 혼조시 - 고다마 군 가미사토정

- 군마현
  - 후지오카시 - 사와군 다마무라정 - 다카사키시 - 마에바시시 - 기타군마군 요시오카정 - 시부카와시 - 도네군 쇼와 촌 - 누마타시 - 도네 군 미나카미정

- 니가타현
  - 미나미우오누마군 유자와정 - 미나미우오누마시 - 우오누마시 - 나가오카시 - 오지야시 - 나가오카 시

## 나들목 · 분기점
| 나들목 번호                   | 시설 이름                                    | 일본어 이름               | 거리 (km)                 | BS                                 | 접속 노선 | 소재지                    | 소재지                    | 소재지                    |
| 국도 제10호선 (후보 도로)     | 국도 제10호선 (후보 도로)                    | 국도 제10호선 (후보 도로) | 국도 제10호선 (후보 도로) | 국도 제10호선 (후보 도로)          | 국도 제10호선 (후보 도로)                                                                                          | 국도 제10호선 (후보 도로) | 국도 제10호선 (후보 도로) | 국도 제10호선 (후보 도로) |
| ----------------------------- | -------------------------------------------- | ------------------------- | ------------------------- | ---------------------------------- | --- | ------------------------- | ------------------------- | ------------------------- |
| 1                             | 네리마 나들목                                | 練馬                      | 0.0                       |                                    | 도쿄 도도 24호 네리마토코로자와 선                                                                                 | 도쿄도                    | 네리마구                  | 네리마구                  |
| 2                             | 오이즈미 분기점                              | 大泉                      | 0.8                       |                                    | 도쿄 가이칸 자동차도 도쿄 가이카쿠 환상도로                                                                        | 도쿄도                    | 네리마구                  | 네리마구                  |
| 2                             | 오이즈미 나들목                              | 大泉                      | 0.8                       | 도쿄 도도 24호 네리마토코로자와 선 | | 도쿄도                    | 네리마구                  | 네리마구                  |
| -                             | BS                                           |                           |                           | ◆                                  | | 도쿄도                    | 네리마구                  | 네리마구                  |
| -                             | 니자 요금소                                  | 新座料金所                | 4.0                       |                                    | | 사이타마현                | 니자시                    | 니자시                    |
| -                             | BS                                           |                           |                           | ◆                                  | | 사이타마현                | 니자시                    | 니자시                    |
| 3                             | 도코로자와 나들목                            | 所沢                      | 9.4                       | ◆                                  | 국도 제463호선 (우라와토코로자와 바이패스)                                                                         | 사이타마현                | 도코로자와시              | 도코로자와시              |
| -                             | BS                                           |                           |                           | ◆                                  | | 사이타마현                | 이루마군                  | 미요시정                  |
| 3-1                           | 미요시 PA / SIC                              | 三芳                      | 13.9                      |                                    | 미요시 정도 가미토미 69호선 미요시 정도 가미토미 82호선                                                            | 사이타마현                | 이루마군                  | 미요시정                  |
| -                             | BS                                           |                           |                           | ◆                                  | | 사이타마현                | 후지미노시                | 후지미노시                |
| 4                             | 가와고에 나들목                              | 川越                      | 21.2                      | ◆                                  | 국도 제16호선 | 사이타마현                | 가와고에시                | 가와고에시                |
| -                             | 가와고에마토바 BS                            | 川越的場                  |                           | ○                                  | | 사이타마현                | 가와고에시                | 가와고에시                |
| 4-1                           | 쓰루가시마 분기점                            | 鶴ヶ島                    | 27.8                      |                                    | 슈토켄 주오 환상 자동차도                                                                                          | 사이타마현                | 쓰루가시마시              | 쓰루가시마시              |
| 5                             | 쓰루가시마 나들목                            | 鶴ヶ島                    | 29.6                      |                                    | 국도 제407호선 | 사이타마현                | 쓰루가시마시              | 쓰루가시마시              |
| -                             | BS                                           |                           |                           | ◆                                  | | 사이타마현                | 쓰루가시마시              | 쓰루가시마시              |
| 5-1                           | 사카도니시 스마트 나들목                     | 坂戸西                    | 32.5                      |                                    | 사이타마 현도 39호 가와고에사카도모로야마 선                                                                       | 사이타마현                | 사카도시                  | 사카도시                  |
| -                             | 다카사카 SA                                  | 高坂                      | 34.8                      |                                    | | 사이타마현                | 히가시마쓰야마시          | 히가시마쓰야마시          |
| -                             | BS                                           |                           | 36.5                      | ◆                                  | | 사이타마현                | 히가시마쓰야마시          | 히가시마쓰야마시          |
| 6                             | 히가시마쓰야마 나들목                        | 東松山                    | 39.4                      |                                    | 국도 제254호선 (히가시마쓰야마 바이패스) 사이타마 현도 47호 후카야히가시마쓰야마 선 (구마가야 히가시마쓰야마 도로) | 사이타마현                | 히가시마쓰야마시          | 히가시마쓰야마시          |
| -                             | BS                                           |                           |                           | ◆                                  | | 사이타마현                | 히키군                    | 나메가와정                |
| 6-1                           | 란잔오가와 나들목                            | 嵐山小川                  | 47.4                      |                                    | 사이타마 현도 11호 구마가야오가와치치부 선                                                                         | 사이타마현                | 히키군                    | 란잔정                    |
| -                             | 란잔 PA                                      | 嵐山                      | 50.1                      |                                    | | 사이타마현                | 히키군                    | 란잔정                    |
| 7                             | 하나조노 나들목                              | 花園                      | 56.1                      | ◆                                  | 국도 제140호선 니시칸도 연락도로)                                                                                  | 사이타마현                | 후카야시                  | 후카야시                  |
| -                             | BS                                           |                           |                           | ◆                                  | | 사이타마현                | 오사토군                  | 요리이정                  |
| -                             | 요리이 PA / SIC                              | 寄居                      | 63.4                      |                                    | | 사이타마현                | 오사토군                  | 요리이정                  |
| -                             | BS                                           |                           |                           | ◆                                  | | 사이타마현                | 고다마군                  | 미사토 정                 |
| 8                             | 혼조코다마 나들목                            | 本庄児玉                  | 69.6                      | ◆                                  | 국도 제462호선 | 사이타마현                | 혼조시                    | 혼조시                    |
| -                             | BS                                           |                           |                           | ◆                                  | | 사이타마현                | 고다마 군                 | 가미사토정                |
| 8-1                           | 가미사토 SA / SIC                            | 上里                      | 75.5                      |                                    | 가미사토 정도 2480호선 가미사토 정도 2087호선                                                                      | 사이타마현                | 고다마 군                 | 가미사토정                |
| -                             | BS                                           |                           |                           | ◆                                  | | 군마현                    | 다카사키시                | 다카사키시                |
| 9                             | 후지오카 분기점                              | 藤岡                      | 78.6                      | -                                  | 조신에쓰 자동차도                                                                                                  | 군마현                    | 후지오카시                | 후지오카시                |
| 9-1                           | 다카사키타마무라 스마트 나들목               | 高崎玉村                  | 82.7                      | -                                  | 국도 제354호선 (도모 광역 간선도로)                                                                                | 군마현                    | 다카사키 시               | 다카사키 시               |
| 9-2                           | 다카사키 분기점                              | 高崎                      | 84.6                      | -                                  | 기타칸토 자동차도                                                                                                  | 군마현                    | 다카사키 시               | 다카사키 시               |
| 10                            | 다카사키 나들목                              | 高崎                      | 87.0                      |                                    | 군마 현도 27호 다카사키코마가타 선                                                                                 | 군마현                    | 다카사키 시               | 다카사키 시               |
| 11                            | 마에바시 나들목                              | 前橋                      | 92.1                      |                                    | 국도 제17호선 (다카사키마에바시 바이패스)                                                                          | 군마현                    | 마에바시시                | 마에바시시                |
| 11-1                          | 고마요세 PA / SIC                            | 駒寄                      | 98.5                      |                                    | 요시오카 정도 나노카이치 · 나가쿠보 선 요시오카 정도 나노카이치 · 요시가이토 선                                    | 군마현                    | 기타군마군                | 요시오카정                |
| 12                            | 시부카와이카호 나들목                        | 渋川伊香保                | 103.4                     |                                    | 국도 제17호선 (시부카와 바이패스)                                                                                  | 군마현                    | 시부카와시                | 시부카와시                |
| -                             | 미타하라 CB                                  | 三原田                    |                           |                                    | | 군마현                    | 시부카와시                | 시부카와시                |
| 12-1                          | 아카기 나들목 / PA                           | 赤城                      | 111.2                     |                                    | 군마 현도 70호 오카마가미시로이 선                                                                                 | 군마현                    | 시부카와시                | 시부카와시                |
| -                             | 아카기코겐 SA                                | 赤城高原                  | 118.5                     |                                    | | 군마현                    | 도네군                    | 쇼와 촌                   |
| 12-2                          | 쇼와 나들목                                  | 昭和                      | 120.6                     |                                    | 군마 현도 65호 쇼와인터 선                                                                                         | 군마현                    | 도네군                    | 쇼와 촌                   |
| 13                            | 누마타 나들목                                | 沼田                      | 125.8                     |                                    | 국도 제120호선 | 군마현                    | 누마타시                  | 누마타시                  |
| -                             | 누마타 CB                                    | 沼田                      | 129.0                     |                                    | | 군마현                    | 누마타시                  | 누마타시                  |
| 14                            | 쓰키요노 나들목                              | 月夜野                    | 131.1                     |                                    | 국도 제17호선 (쓰키요노 바이패스)                                                                                  | 군마현                    | 도네 군                   | 미나카미정                |
| -                             | 시모모쿠 PA                                  | 下牧                      | 135.5                     |                                    | | 군마현                    | 도네 군                   | 미나카미정                |
| 15                            | 미즈카미 나들목                              | 水上                      | 141.0                     |                                    | 국도 제291호선 | 군마현                    | 도네 군                   | 미나카미정                |
| -                             | 다니가와다케 PA                              | 谷川岳                    | 146.0                     |                                    | | 군마현                    | 도네 군                   | 미나카미정                |
| -                             | 간에쓰 터널                                  | 関越トンネル              | -                         | -                                  | - | 군마현                    | 도네 군                   | 미나카미정                |
| -                             | 간에쓰 터널                                  | 関越トンネル              | -                         | -                                  | - | 니가타현                  | 미나미우오누마군          | 유자와정                  |
| -                             | 쓰치타루 PA                                  | 土樽                      | 157.5                     |                                    | | 니가타현                  | 미나미우오누마군          | 유자와정                  |
| 16                            | 유자와 나들목                                | 湯沢                      | 167.0                     | ○                                  | 국도 제17호선 | 니가타현                  | 미나미우오누마군          | 유자와정                  |
| -                             | 시오자와이시우치 SA                          | 塩沢石打                  | 173.5                     |                                    | | 니가타현                  | 미나미우오누마시          | 미나미우오누마시          |
| 16-1                          | 시오자와이시우치 나들목 / SA                 | 塩沢石打                  | 175.5                     |                                    | 니가타 현도 28호 시오자와야마토 선                                                                                 | 니가타현                  | 미나미우오누마시          | 미나미우오누마시          |
| 17                            | 무이카마치 나들목                            | 六日町                    | 186.9                     | ○                                  | 국도 제253호선 국도 제253호선 (핫카도케 도로) (계획중)                                                             | 니가타현                  | 미나미우오누마시          | 미나미우오누마시          |
| 17-1                          | 야마토 PA / SIC                              | 大和                      | 198.3                     |                                    | 니가타 현도 265호 시모오리타테우라테이류조 선                                                                      | 니가타현                  | 미나미우오누마시          | 미나미우오누마시          |
| 18                            | 고이데 나들목                                | 小出                      | 204.4                     | ○                                  | 국도 제291호선 | 니가타현                  | 우오누마시                | 우오누마시                |
| 18-1                          | 호리노우치 나들목 / PA                       | 堀之内                    | 212.1                     |                                    | 니가타 현도 84호 호리노우치인터 선                                                                                 | 니가타현                  | 우오누마시                | 우오누마시                |
| 19                            | 에치고카와구치 나들목                        | 越後川口                  | 220.9                     | ○                                  | 니가타 현도 83호 가와구치시오도노 선                                                                               | 니가타현                  | 나가오카시                | 나가오카시                |
| 20                            | 오지야 나들목                                | 小千谷                    | 228.8                     | ○                                  | 국도 제291호선 | 니가타현                  | 오지야시                  | 오지야시                  |
| -                             | 야마야 PA                                    | 山谷                      | 230.9                     |                                    | | 니가타현                  | 오지야시                  | 오지야시                  |
| -                             | 가타카이 BS                                  | 片貝                      | 235.0                     | ○                                  | | 니가타현                  | 오지야시                  | 오지야시                  |
| 20-1                          | 나가오카미나미고시지 스마트 나들목 고시지 BS | 長岡南越路 越路           | 238.5                     | ○                                  | 니가타 현도 23호 가시와자키타카하마호리노우치 선                                                                   | 니가타현                  | 나가오카 시               | 나가오카 시               |
| 21                            | 나가오카 나들목                              | 長岡                      | 244.5                     | ○                                  | 니가타 현도 85호 나가오카인터 선 국도 제8호선 (나가오카 바이패스)                                                  | 니가타현                  | 나가오카 시               | 나가오카 시               |
| 37                            | 나가오카 분기점                              | 長岡                      | 246.1                     |                                    | 호쿠리쿠 자동차도 가시와자키 · 도야마 방면                                                                         | 니가타현                  | 나가오카 시               | 나가오카 시               |
| 호쿠리쿠 자동차도 니가타 방면 |                                              |                           |                           |                                    | |                           |                           |                           |